# Sikh-Witz
Ein Sikh-Witz (englisch Sardar(ji) joke, von 'Sardar', einer umgangssprachlichen ehrenden Titulierung für männliche Sikhs) ist ein Witz über Angehörige der religiösen Gemeinschaft der Sikhs in Indien. Obwohl sie als politisch inkorrekt gelten, erfreuen sich diese Witze einer erheblichen Verbreitung und Popularität.

## Hintergrund

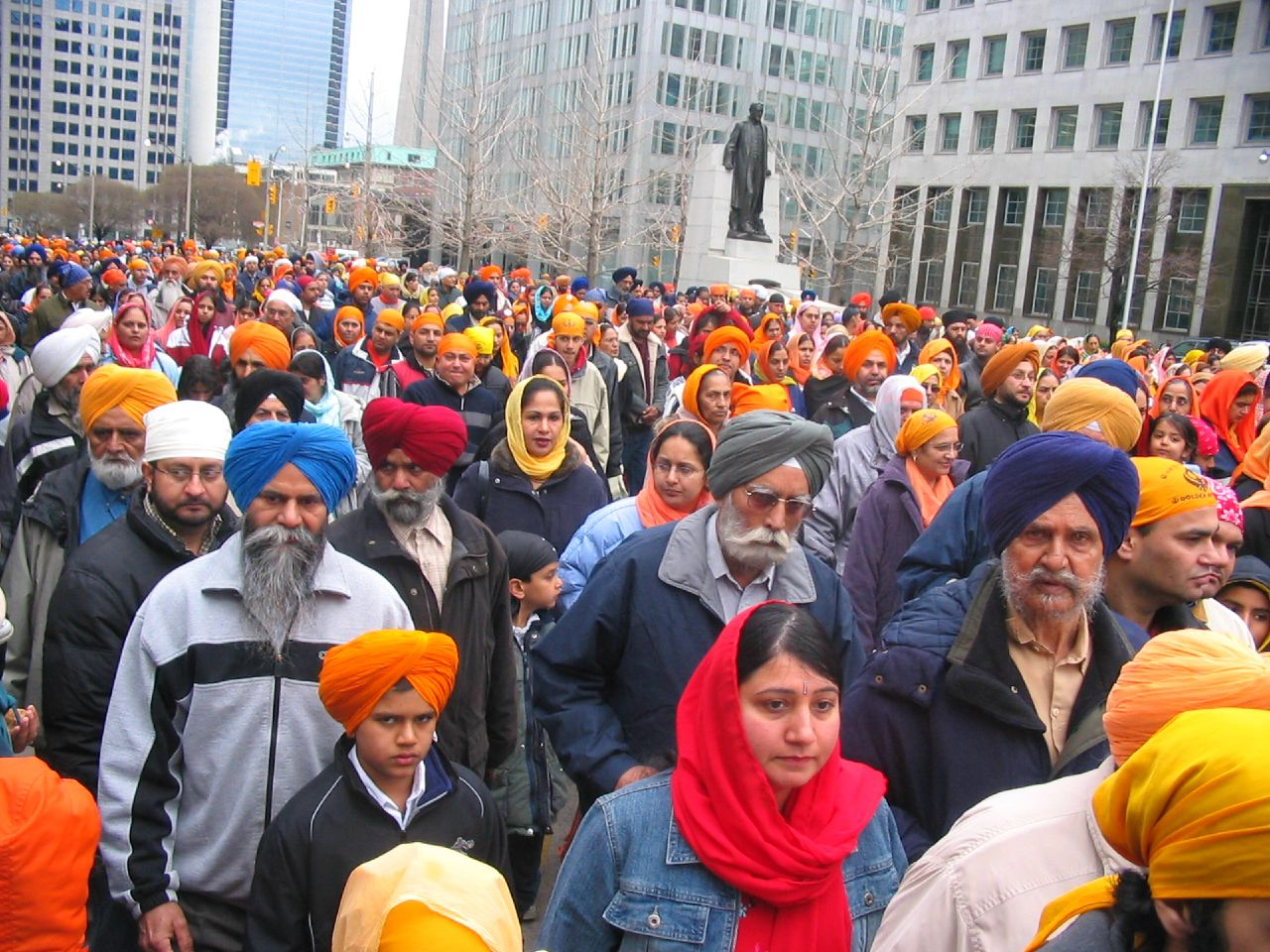
Sikhs bei einer Prozession anlässlich eines Sikh-Feiertages

Die Sikhs bilden mit etwa 1,7 % Anteil eine vergleichsweise kleine religiöse Minderheit, bezogen auf die gesamte indische Bevölkerung. Ursprünglich war der Sikhismus nur auf den Punjab beschränkt. Nach und nach haben sich Sikhs auch in anderen Teilen Indiens niedergelassen. Die überwiegende Mehrheit lebt heute noch im nordindischen Bundesstaat Punjab, wo die Sikhs die Bevölkerungsmehrheit stellen. Religiös gläubige oder traditionsverhaftete männliche Sikhs sind an ihrem äußeren Erscheinungsbild zu erkennen. Ihre Religion gebietet ihnen, ständig einen Turban zu tragen und das Haupthaar und den Bart ungeschoren wachsen zu lassen.
Das Sikh-Reich wurde in der ersten Hälfte des 19. Jahrhunderts in mehreren Kriegen von der Britischen Ostindien-Kompanie erobert. In dieser Zeit erwarben sich die Sikhs eine Reputation als robuste, mutige und starrköpfige Soldaten. Trotz ihres geringen Bevölkerungsanteils stellten sie einen überproportional großen Anteil der Armeeangehörigen in Britisch-Indien (im Jahr 1894 18 %, 1914 sogar 30 %). Noch heute stellen Sikhs etwa 10–15 % des Personals der Indischen Streitkräfte und 20 % des Offizierskorps. Der Bundesstaat Punjab gehört heute außerdem zu den wirtschaftlich am weitesten entwickelten Bundesstaaten Indiens.
Ungeachtet dieser kriegerischen Tradition und des scheinbaren Erfolgs sind Sikhs zur Zielscheibe von Witzen geworden wie wohl keine andere religiöse Gemeinschaft (Christen, Buddhisten, Muslime etc.) in Indien. Es existiert eine große Zahl von Sikh-Witzen, die in verschiedener Form weitergegeben werden: in Erzählform, als Anekdoten, in Form von Sprichwörtern, Sprachwitzen, Worten oder einfachen Gesten. In diesen Witzen werden Sikhs in der Regel in unvorteilhafter Weise als einfältige Turbanträger karikiert, die zwar häufig forsch auftreten, aber durch Unwissenheit glänzen und kein Fettnäpfchen auslassen. Die Frage, wie derartige Witze in der indischen Gesellschaft entstehen und Verbreitung finden konnten, wird in der Fachliteratur spekulativ diskutiert. Die Frage berührt die allgemeinere Frage, wie überhaupt ethnische Witze entstehen. Als eine Erklärungsmöglichkeit im Fall der Sikh-Witze wurde beispielsweise vorgebracht, dass die Hindu-Mehrheit dadurch unbewusste Ängste vor der scheinbar erfolgreicheren Sikh-Gemeinschaft überspielen will.
Viele Sikhs nehmen die über ihre Gemeinschaft im Umlauf befindlichen Witze mit Gelassenheit und teilweise Selbstironie hin. Andere fühlen sich dadurch getroffen. Im Jahr 2015 reichte die in Delhi lebende Sikh-Rechtsanwältin Harvinder Chowdhury eine Klage vor dem Obersten Gericht Indiens ein, dass Sikh-Witze im Internet zukünftig verboten sein sollten. Begründet wurde die Klage mit dem Argument, dass diese Witze ein Angriff auf die Würde einer religiösen Gemeinschaft seien. Es existierten mehr als 5000 Webseiten, auf denen Sikhs als „unintelligent, dumm, idiotenhaft, töricht naiv, unfähig, der englischen Sprache kaum mächtig und als Symbole für Dummheit und Einfalt“ porträtiert würden. Die Klage fand einige Unterstützung bei Sikh-Organisationen. Andere sprachen sich dagegen aus. Dies sei ein Missverständnis und Sikh-Witze seien vom Charakter her meist harmlos. Im Grunde genommen drücke sich darin auch eine verborgene Sympathie und ein Respekt für die kleine, aber prominente Minderheit aus. Am 7. Februar 2017 wies das Oberste Gericht die Klage ab. Gerichte könnten nicht moralische Richtlinien festlegen und es sei nicht Aufgabe der Gerichte, den Bürgern vorzuschreiben, wie sie sich zu benehmen hätten.

Der Schriftsteller Khushwant Singh gab eine Reihe von Khushwant Singh‘s Joke Books heraus, in welchen er Witze aus allen möglichen indischen Bereichen, so auch bevorzugt über Religionen, gesammelt hatte. Die bösesten Witze und Cartoons über Sikhs stammen von Khushwant Singh selber. Statt sich über die Missachtung der kleinen Sikh-Minderheit aufzuregen, reagierte er darauf mit (Selbst-)Ironie.

## Beispiele
Die folgenden Witze sind auf Englisch wiedergegeben, da sie zum Teil schwer übersetzbare Wortspiele beinhalten. Häufig werden in den Witzen die fiktionalen Personen Santa und Banta Singh (nach einem früheren Sikh-Komikerpaar) bemüht.
Bank
The Bank sends Santa a mail saying: your payments are outstanding.
Santa: thanks for the compliment!
(nicht übersetzbares Wortspiel: das englische outstanding kann sowohl „ausstehend“ als auch „außerordentlich“ bedeuten:
Die Bank sendet Santa eine Mitteilung: Ihre Zahlungen sind ausstehend.
Santa: danke für das Kompliment!)
An Interview with Sardar
Interviewer: What is your birth date?
Sardar: 13th October
Interviewer: Which year?
Sardar: ? Every year!
(Ein Interview mit Sardar:
Interviewer: Was ist Ihr Geburtsdatum?
Sardar: 13. Oktober
Interviewer: Welches Jahr?
Sardar: ? Jedes Jahr!)
Medicine
Why did Sardar cut the sides of the capsule before taking it?
Guess what …
To avoid side effects!
(nicht übersetzbares Wortspiel, das englische side effects für „Nebenwirkungen“ bedeutet wörtlich „Seiteneffekte“:
Warum hat Sardar die Seiten der Kapsel abgetrennt, bevor er sie genommen hat?
Rate, warum ...
Um Nebenwirkungen zu vermeiden!)